# گرگ بال (دوچرخه‌سوار)
گرگ بال (انگلیسی: Greg Ball؛ زادهٔ ۲۹ مه ۱۹۷۴) ورزشکار اهل استرالیا است.
وی در مسابقات کشوری و بین‌المللی در مجموع برندهٔ ۳ مدال طلا، ۱ مدال برنز شده‌است.